# Meunasah Kulam (Mesjid Raya)
Meunasah Kulam is een bestuurslaag in het regentschap Aceh Besar van de provincie Atjeh, Indonesië. Meunasah Kulam telt 609 inwoners (volkstelling 2010).